# 김홍운
김홍운(한국 한자: 金弘運, 1964년 3월 21일 ~ )은 대한민국의 전직 축구 선수출신 축구 감독이다. 현역 시절 포지션은 공격수였다.

## 선수 경력
김홍운은 안의중학교 2학년 때부터 축구를 시작했다. 이후 창신고등학교를 겨쳐 건국대학교에 진학했다. 건국대 시절 김홍운은 대학리그에서 주전으로 활약했으며 대통령배 전국축구대회 4강과 춘계대학축구연맹전 우승을 거머쥐며, 대학 축구계의 태풍의 눈으로 자리매김하고, 이로 인해 건국대 선수들이 대거 국가대표에 발탁되기도 하였다.
김홍운은 1987년 포항제철 아톰즈에 입단하면서 프로 축구 선수로 데뷔했다. 1987시즌 전반기 때 무릎부상 때문에 제대로 뛰지 못했지만 1987년 8월 17일 현대 호랑이전에서 2골을 기록하면서 K리그 첫 득점을 신고했으며 그 이후 9월 21일 현대 호랑이전에서 또다시 2골을 기록했으나 전반기 때 당한 무릎부상의 후유증 탓인지 9골을 기록했다.
이후에는 부상에 시달렸으며 1991년 7월 5일 이석경과의 맞트레이드를 통해 유공 코끼리의 유니폼을 입었다.
그 다음 해인 1992년 4월 20일 유공에서 자유계약선수로 풀린 뒤 LG 치타스로 이적했다. 1992년 10월 14일 열린 유공 코끼리와의 리그컵 경기에서 LG 입단 이후 첫 골을 기록했다.
1993년 5월 현대 호랑이로 이적했다. 현대에서는 5경기에 출전했다.
1993시즌 종료 후 현역에서 은퇴했다.